# Thamnobryum fruticosum
Thamnobryum fruticosum är en bladmossart som beskrevs av Hirendra Chandra Gangulee 1976. Thamnobryum fruticosum ingår i släktet rävsvansmossor, och familjen Neckeraceae. Inga underarter finns listade i Catalogue of Life.